# Larghezza
Nell'uso comune, il termine larghezza si riferisce a una delle dimensioni di un oggetto (normalmente è la dimensione orizzontale minore) mentre la lunghezza indica la dimensione orizzontale maggiore e l'altezza la dimensione verticale.
L'unità di misura attuale nel SI della larghezza (così come di tutte le altre misure dimensionali) è dal 1793 il metro.